# アレンカ・ジュパンチッチ
アレンカ・ジュパンチッチ（Alenka Zupančič Žerdin、1966年4月1日 - ）は、スロベニアの女性哲学者、ラカン派精神分析学者。
1966年リュブリャナ生まれ。1989年にリュブリャナ大学哲学科を卒業し、スロベニア芸術科学アカデミー共同研究員となる。1996年にリュブリャナ大学文学部のスラヴォイ・ジジェクのもとで博士号を取得し、1997年にはパリ第8大学哲学科のアラン・バディウのもとで博士号を取得する。
スロベニア芸術科学アカデミー哲学研究所研究員、European Graduate School教授。スラヴォイ・ジジェク、ムラデン・ドラーと共にリュブリャナ精神分析学派の有力メンバーの一人である。
精神分析、大陸哲学を研究し、倫理、文学、喜劇、愛などのトピックを論じている。ラカン派のジジェクとドラーに大きく影響を受けたが、カント、ヘーゲル、ベルクソン、バディウなども参照する。特にニーチェ学者として知られている。
『リアルの倫理――カントとラカン』（2000年）では、カント倫理学やラカンを読み解き、「＜真実＞の倫理」（ethics of the Real）と称するものを提示した。ジジェクは序文で、「私ともあろう者がこの著者に先を越されるとは！　こんなヤツは、本なんか書く前にさっさとくたばってしまえばよかったのだ！」 と賛辞を送っている。哲学者の小泉義之は書評で「本書が現代の最先端に位置する書物であることは間違いがない」と評している。

## 著書
- Ethics of the Real: Kant and Lacan, (Verso, 2000).
冨樫剛訳『リアルの倫理――カントとラカン』（河出書房新社, 2003年）
- Esthétique du désir, éthique de la jouissance, (Théétète, 2002).
- The Shortest Shadow: Nietzsche's Philosophy of the Two, (MIT Press, 2003).
- "Ethics and Tragedy in Lacan", The Cambridge Companion to Lacan, (Cambridge University Press, 2003).
- "The Fifth Condition", Think Again. Alain Badiou and the Future of Philosophy, (Continuum, 2004).
- Poetika. Druga Knjiga, (Analecta, 2005).
- Why psychoanalysis? Three interventions, (NSU Press, 2008).
- The Odd One In: on Comedy, (MIT Press, 2008).